# Petit-duc de Mayotte
Otus mayottensis
Espèce
Synonymes
- Otus rutilus mayottensis Benson, 1960
(protonyme)

Statut de conservation UICN

 LC  : Préoccupation mineure
Statut CITES
Le Petit-duc de Mayotte (Otus mayottensis) est une espèce d'oiseaux de la famille des Strigidae.

## Répartition
Cette espèce est endémique de Mayotte.